# Doddamarapanahalli, Tiptur
Doddamarapanahalli là một làng thuộc tehsil Tiptur, huyện Tumkur, bang Karnataka, Ấn Độ.